# هيرمان كوستر
هيرمان كوستر (بالهولندية: Herman Coster)‏ هو محامي هولندي، ولد في 30 يونيو 1865 في آلكمار ‏ في هولندا، وتوفي في 21 أكتوبر 1899.

## معرض صور

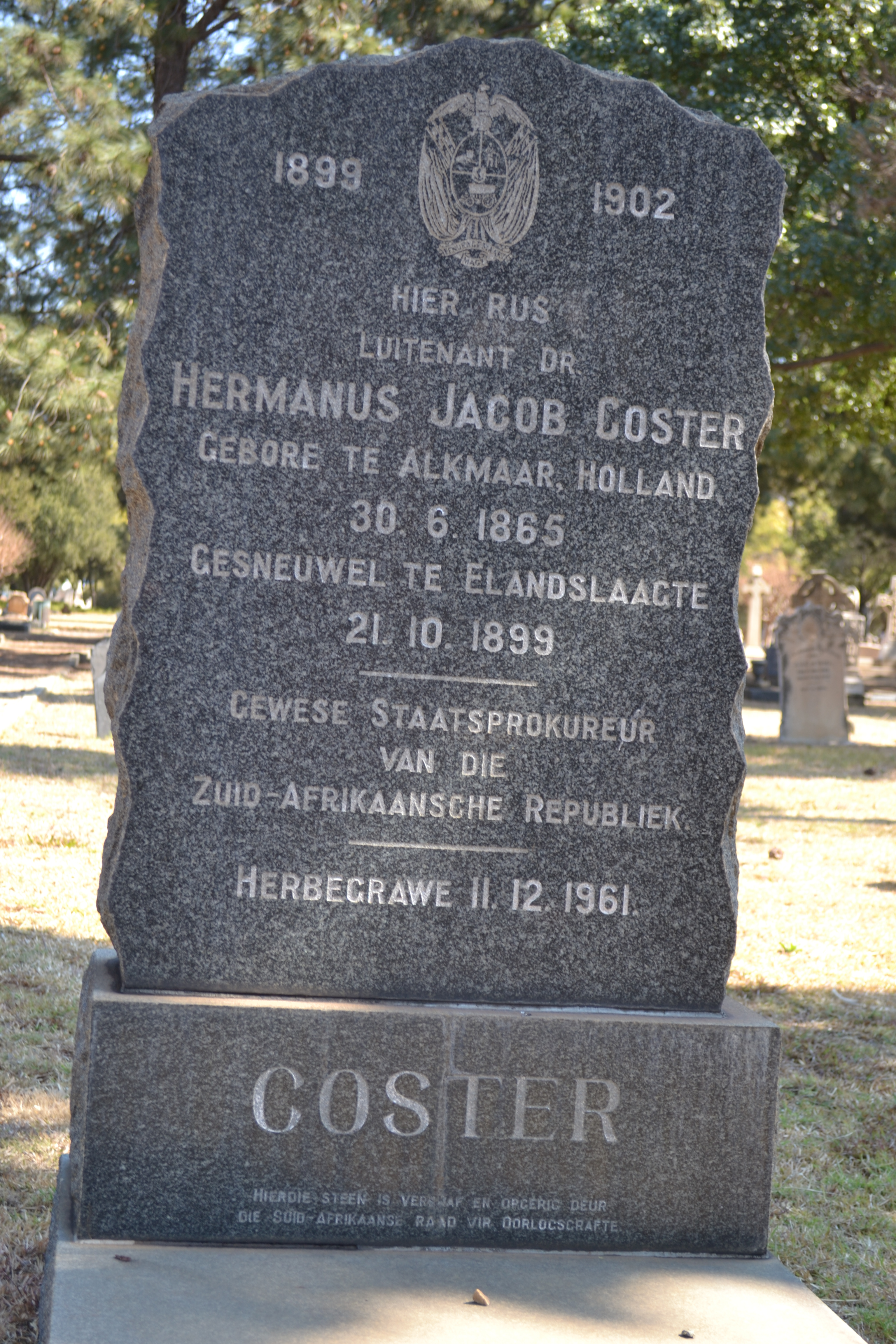
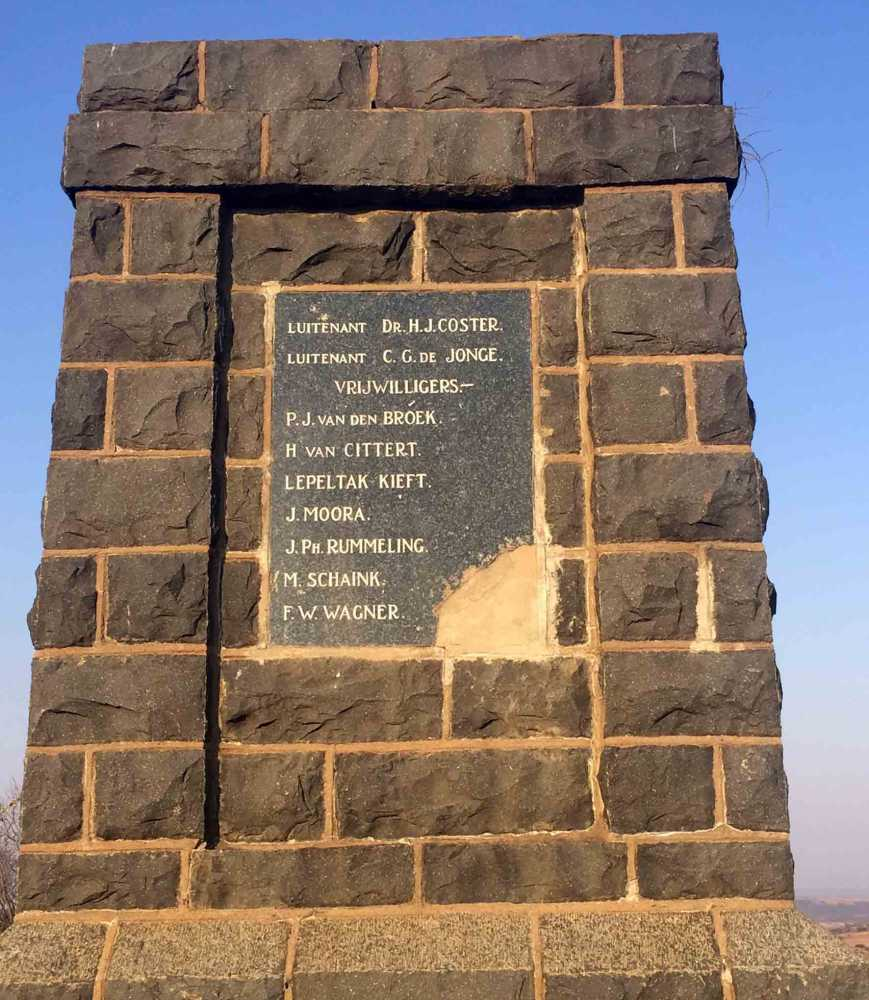
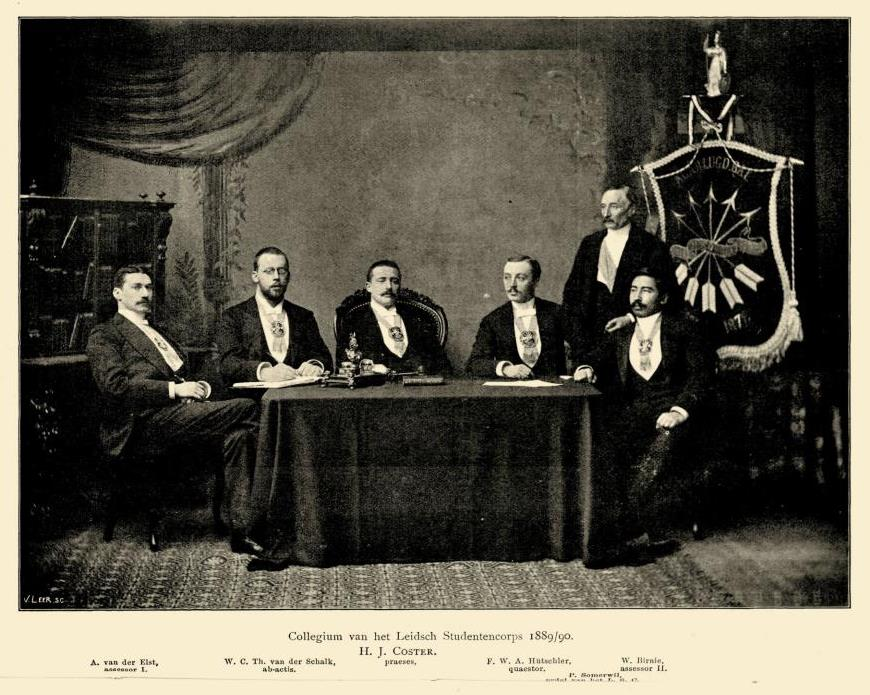
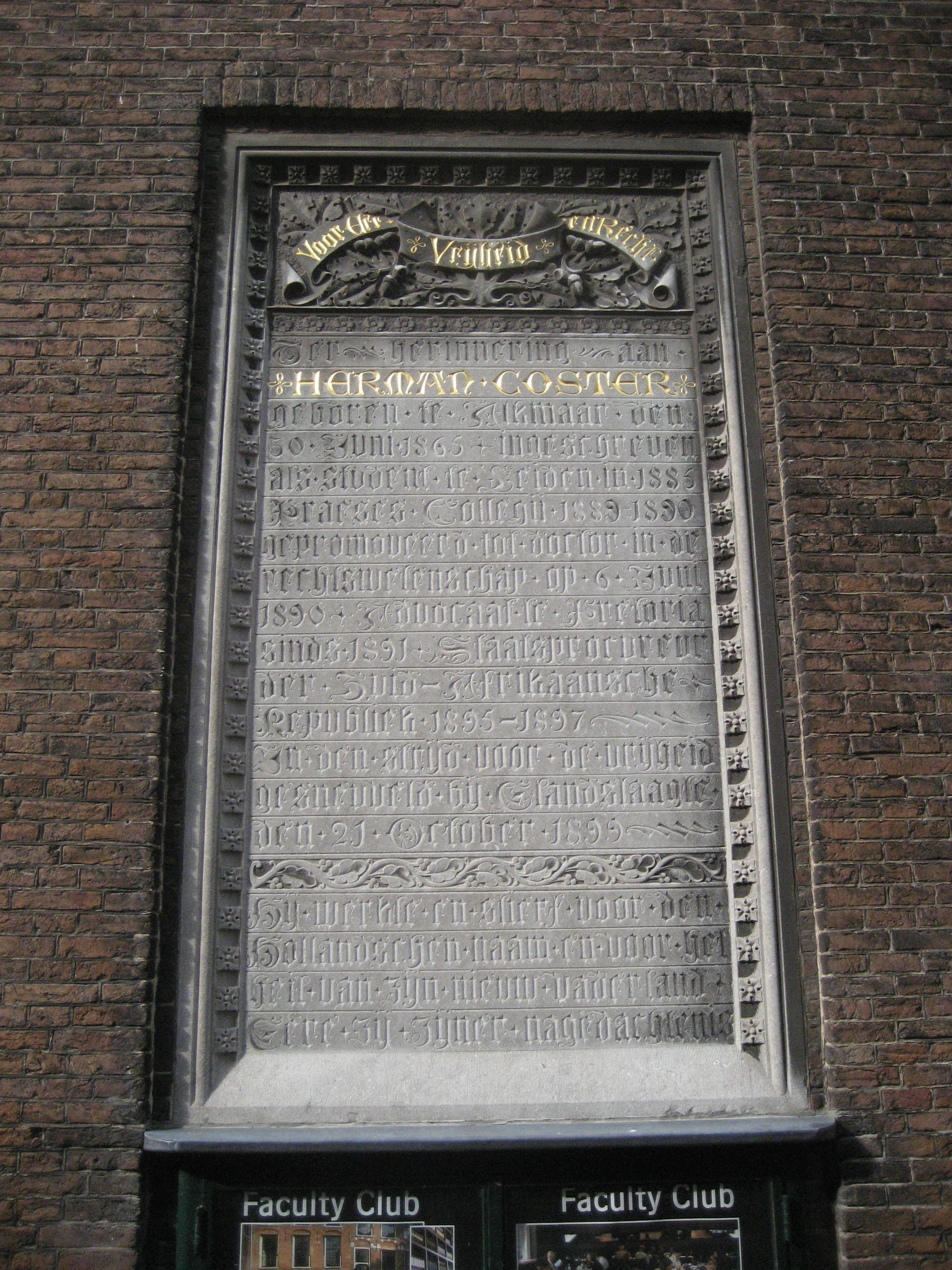
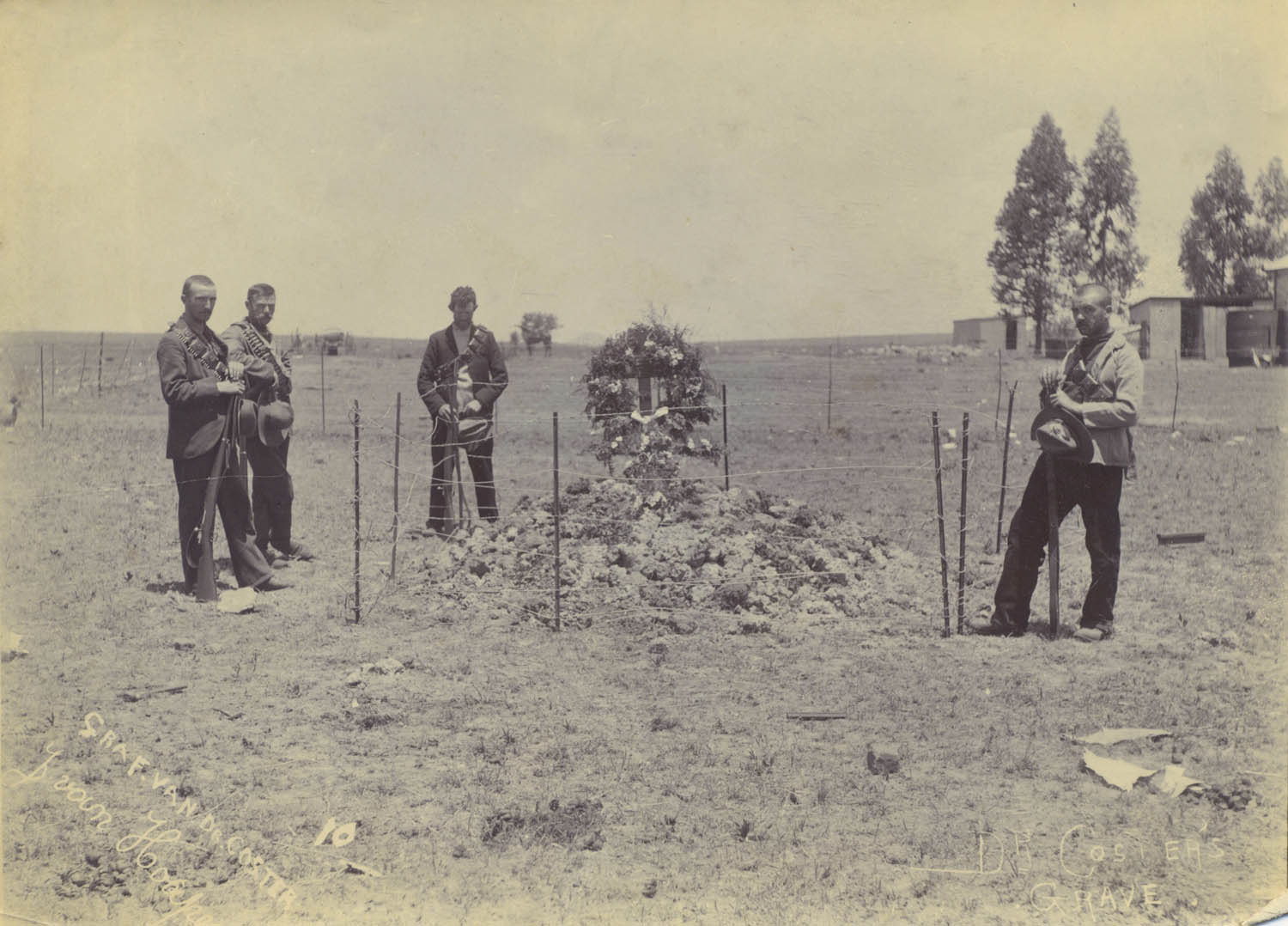